# Cheikh Imam
Imam Mohammed Ahmed Issa (en arabe : إمام محمد أحمد عيسى), né le 2 juillet 1918 dans le village d'Abûl Namres (Gîza) et mort en 7 juin 1995, était un chanteur-compositeur égyptien.
Il est né dans une famille pauvre et est le premier garçon à survivre après la mort de sept de ses frères avant lui. Il a un frère et une sœur plus petits que lui. À l'âge de 1 an, il devient aveugle à la suite d'une ophtalmie mal soignée. En 1962 il rencontre Ahmad Fouad Nadjm avec lequel il devient ami. Il travaille avec lui jusqu'à sa mort. Après la guerre des Six jours en 1967, il commence à écrire des chansons révolutionnaires et à critiquer les responsables de la défaite, ce qui lui vaut de nombreux séjours en prison. Il n'est relâché qu'après l'assassinat d'Anouar al-Sadâte en 1981. Dans les années 1980, il est invité par le ministère de la Culture français à donner des concerts et effectue des tournées en Europe.

## Album
Les nuits des amandiers, éd. Absolute - CD audio réédité en janvier 2006.